# عمر ایوسو
عمر اَیوسو (اسپانیایی: Omar Ayuso‎؛ زادهٔ ۲۶ مارس ۱۹۹۸) بازیگر اهل اسپانیا است. وی از سال ۲۰۱۸ میلادی تاکنون مشغول فعالیت بوده‌است. او با بازی در مجموعه تلویزیونی الیت شناخته شد.

## زندگی شخصی
ایوسو همجنسگرا است. آلنسو دیاز، هنرمند اسپانیایی، دوست‌پسر اوست.